# Harmica

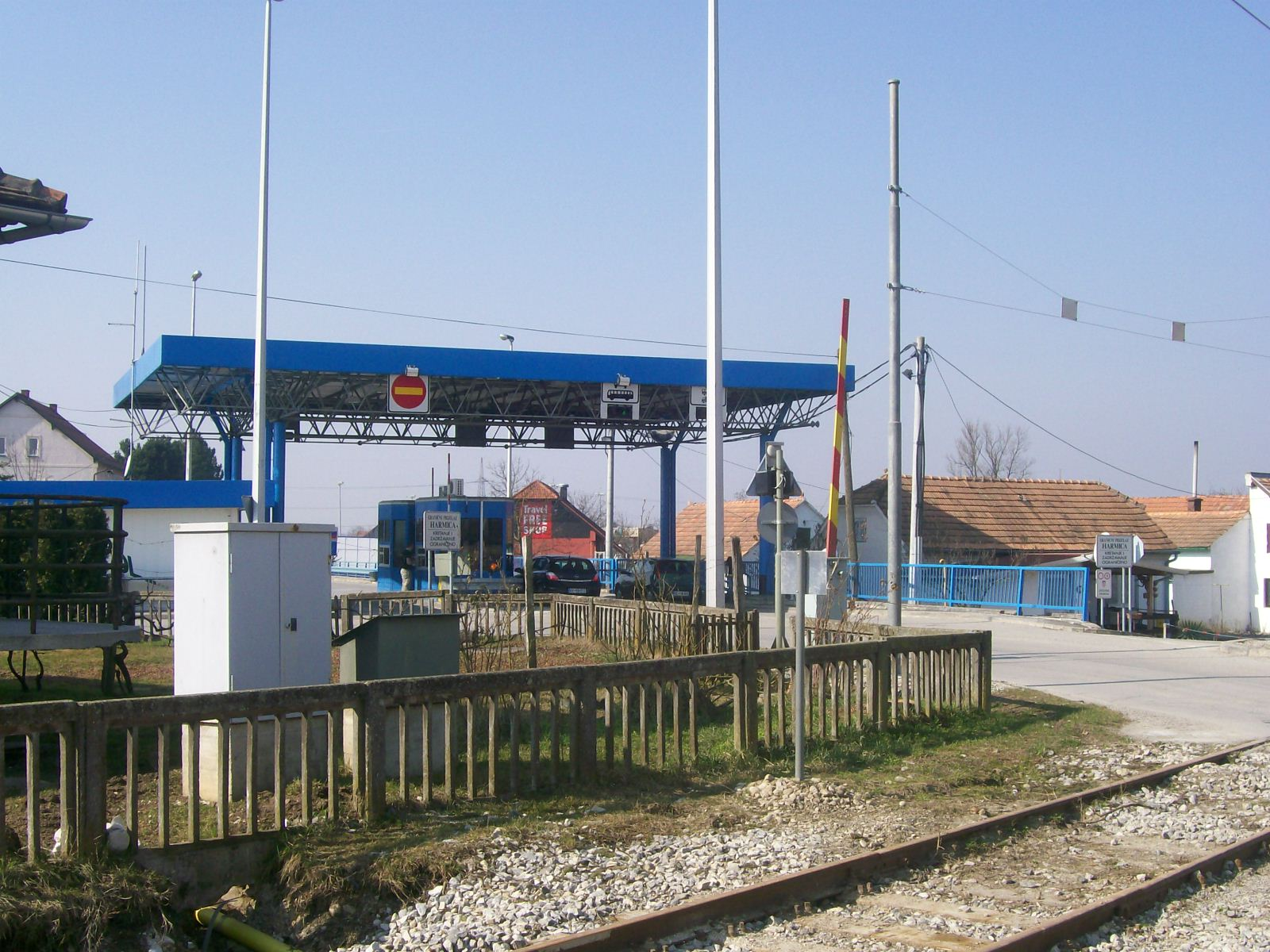
Grenzübergang Harmica zu Slowenien

Harmica ist ein kroatisches Grenzdorf in der Gemeinde Brdovec, das 13 km westlich von Zaprešić an der slowenischen Grenze liegt. Der Grenzübergang Rigonce/Harmica liegt unmittelbar am Grenzfluss Sutla.
Neben dem Straßenübergang führt auch die Bahnstrecke Zidani Most–Novska in unmittelbarer Nähe vom slowenischen Dobova über die Sotla nach Kroatien. Eine Stichbahn auf kroatischer Seite endet unmittelbar am Grenzübergang.

## Geschichte
Der Name des Dorfes Harmica bezieht sich auf die ungarische Bezeichnung des dreißigsten Teils (ung. harminc: 30) bzw. die damalige Bezeichnung für Zoll.

## Persönlichkeiten

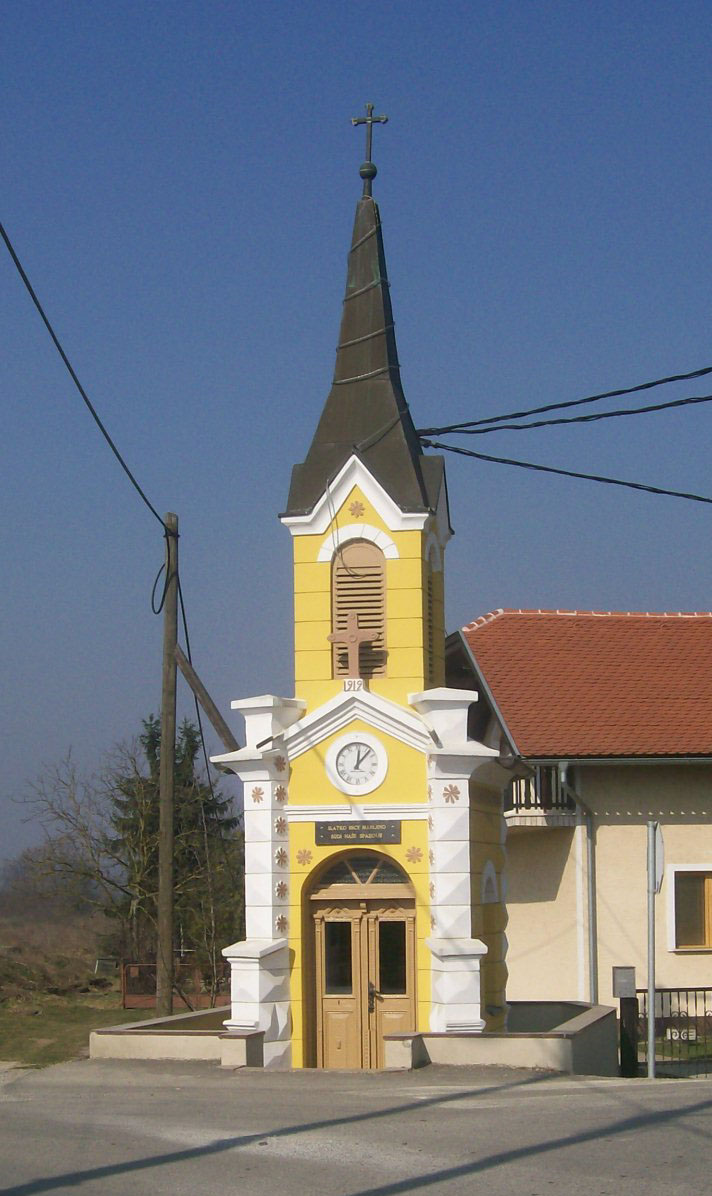
Kapelle von Harmica

- Ivan Perkovac